# ده زیارت
ده زیارت، روستایی در دهستان مروشکان بخش توجردی شهرستان سرچهان در استان فارس ایران است.

## جمعیت
بر پایه سرشماری عمومی نفوس و مسکن در سال ۱۳۹۵، جمعیت این روستا برابر با ۵۰۷ نفر (۱۵۸ خانوار) بوده است.